# Lindenstraße 29 (Mönchengladbach)

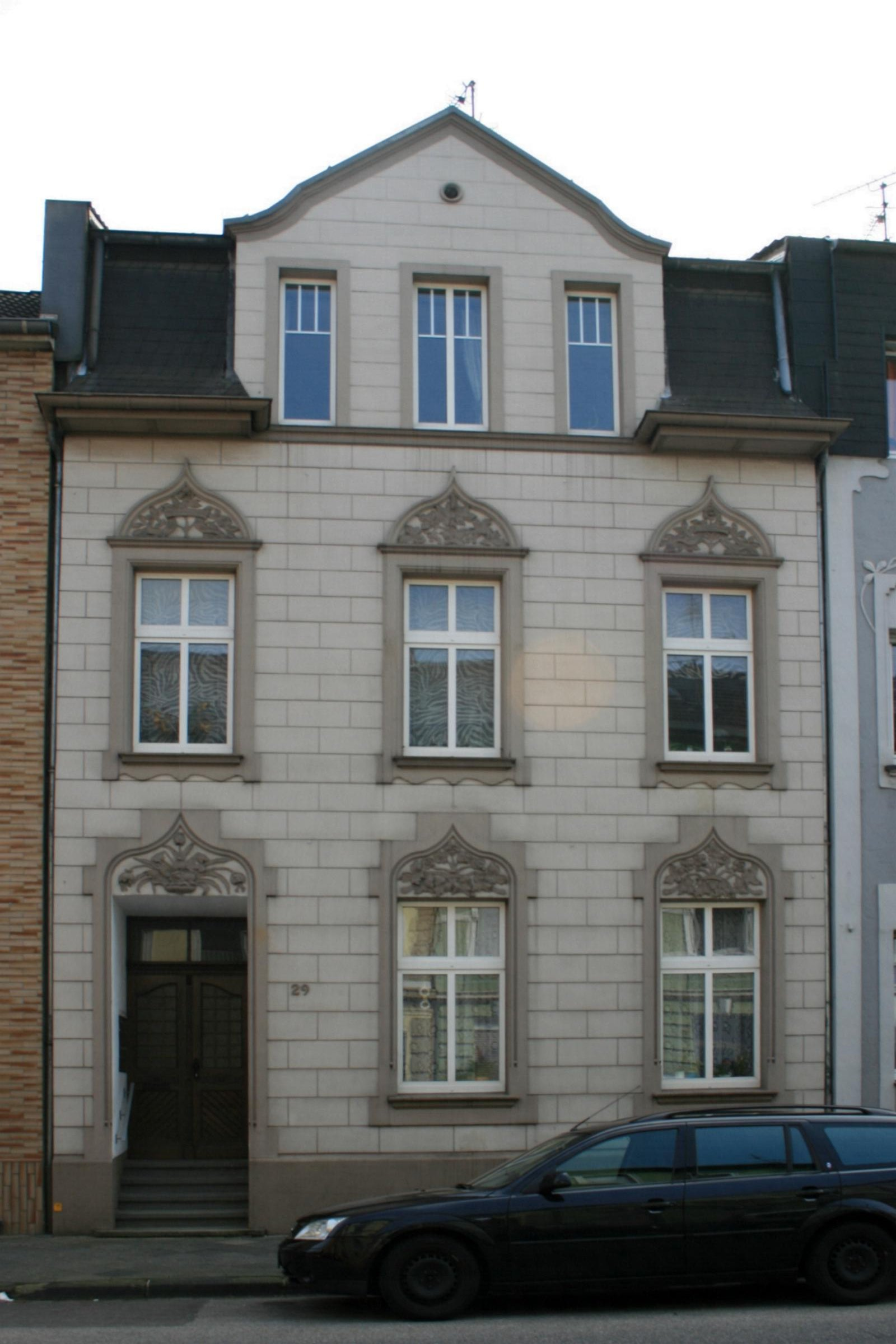
Wohnhaus (2010)

Das Wohnhaus Lindenstraße 29 befindet sich in Mönchengladbach (Nordrhein-Westfalen) im Stadtteil Am Wasserturm.
Das Gebäude wurde Anfang des 20. Jahrhunderts erbaut. Es wurde unter Nr. L 005 am 4. Dezember 1984 in die Denkmalliste der Stadt Mönchengladbach eingetragen.

## Architektur
Die Lindenstraße ist eine Wohn- und Geschäftsstraße im Stadtgebiet Windberg mit geschlossenen Baugruppen im Historismus- und Jugendstil. Das Haus Nr. 29 ist ein zweigeschossiges und dreiachsiges Wohnhaus mit ausgebautem Mansarddach aus der Zeit Anfang des 20. Jahrhunderts.